# الاید ایر
آلاید ایر (به انگلیسی: Allied Air) یک شرکت هواپیمایی است که در ۱۹۹۸ میلادی تأسیس شده‌است. دفتر مرکزی آلاید ایر در لاگوس، نیجریه واقع شده‌است و قطب این شرکت هواپیمایی در فرودگاه بین‌المللی مرتلا محمد قرار دارد.